# Otakar Boruvka
Otakar Boruvka   (Uherský Ostroh, 10 de maig de 1899 - Brno, 22 de juliol de 1995) va ser un matemàtic txecoslovac.

## Vida i Obra
Boruvka va fer els estudis secundaris a l'institut de Uherské Hradiště fins al 1916. Amb l'esperit bèl·lic de l'època, als dos cursos següents va estudiar a les acadèmies militars de Hranice (Moràvia) i Mödling (Viena). El 1918 va ingressar a la universitat tecnològica de Brno per fer enginyeria, però el professor Matyáš Lerch el va convencer per dedicar-se a les matemàtiques. El 1921 es va traslladar a la recent creada universitat Masaryk per fer recerca amb el professor Lerch sobre equacions diferencials, però, malauradament, Lerch Va morir el 1922. El seu substitut, Eduard Čech, també va ser una gran font d'inspiració pel jove Boruvka. El 1923, va obtenir el doctorat amb una tesi sobre les arrels complexes de la funció gamma.
Tota la carrera acadèmica de Boruvka es va desenvolupar a la universitat Masaryk, de la qual va ser assistent (des de 1921), professor associat (des de 1928) i professor titular (des de 1934), fins que es va retirar el 1970. Els cursos 1926/27 i 1929/30 va estar a la universitat de París treballant amb Élie Cartan i el curs 1930-31 a la universitat d'Hamburg treballant amb Wilhelm Blaschke. El 1965 va fundar la revista Archivum Mathematicum de la que va ser editor en cap fins a la seva mort. A partir de 1970 va continuar treballant per l'Institut de Matemàtiques de l'Acadèmia Txecoslovaca de Ciències.
Va morir el 1995 i les seves despulles descansen a la zona de tombes honorífiques del cementiri central de Brno.
Boruvka és recordat, sobre tot, per l'algorisme que porta el seu nom, fruit d'uns treballs seus de 1926 per calcular el disseny de la xarxa elèctrica més eficient en una zona de Moràvia. L'algorisme de Boruvka, en teoria de grafs, tracta de resoldre el problema dels arbres mínims (o màxims) d'un graf amb pesos. De totes formes, el gruix de la seva obra es va dedicar a l'àlgebra, a la geometria diferencial i a la teoria de les equacions diferencials.